# Hrabstwo Cheyenne (Kansas)

Piramida wieku hrabstwa

Hrabstwo Cheyenne – hrabstwo położone w USA w stanie Kansas z siedzibą w mieście St. Francis. Założone 20 marca 1873 roku.

## Miasta
- St. Francis
- Bird City

## Sąsiednie Hrabstwa
- Hrabstwo Dundy, Nebraska
- Hrabstwo Rawlins
- Hrabstwo Sherman
- Hrabstwo Kit Carson, Kolorado
- Hrabstwo Yuma, Kolorado

## Drogi główne
- U.S. Route 36
- Kansas Highway 27
- Kansas Highway 161